# 華盛頓鎮區 (堪薩斯州史密斯縣)
華盛頓鎮區（英語：Washington Township）為美國堪薩斯州史密斯縣轄下的鎮區。2010年美国人口普查中該鎮區人口有57人。

## 地理
華盛頓鎮區涵蓋總面積為92.94平方（35.88平方英里）。

## 人口統計
根據2010年美國人口普查，華盛頓鎮區人口有57人，住房30戶，人口密度為0.61人/每平方公里。此鎮區居民之種族中，白人佔98.25%，非裔美國人佔0%，美洲原住民佔0%，亞裔美國人佔0%，太平洋島裔美國人佔0%，其他種族佔1.75%，混血種族則佔0%。而西班牙裔或拉丁裔美國人佔此鎮區人口的0%。